# Ибрахим Ферер
Ибрахим Ферер е популярен кубински певец и музикант. Той се изявява с много музикални групи, сред които „Conjunto Sorpresa“ и „Afro-Cuban All Stars“. По-късно в своя живот той става член на групата с много международни успехи „Buena Vista Social Club“.

## Биография
Ибрахим Ферер се ражда на 20 февруари 1927 г. в един от нощните клубове на Сан Луис, близо до град Сантяго де Куба. Майка му, Аурелия Ферер, умира когато Ибрахим е на 12 г., оставяйки го сирак и принуден да пее по улиците, за да изкарва прехраната си. През следващата година Ибрахим се включва в първата си група на име Jovenes del Son в дует със своя братовчед. Двамата младежи работят на частни начала и успяват да припечелват достатъчно пари, за да преживяват.
През следващите няколко години Ибрахим пее с различни групи, сред които „Conjunto Sorpresa“ и „Orquestra Chepin-Choven“. Лидерът на последната композира един от най-големите хитове на Ибрахим – „El Platenel de Bartolo“. Ибрахим приключва със своята музикална кариера през 1991 г.
През 1996 г. обаче се завръща на сцената след като получава покана от Рай Кудер да запише албум заедно с други кубински музиканти (Компай Сегундо, Рубен Гонзалес). Ибрахим разказва, че веднъж докато си чистел обувките, на вратата му се появил Хуан де Маркос и направо така с мръсните дрехи го завел в звукозаписното студио, където Рубен Гонзалес свирел на пиано песента „Candela“, която някога направила Ибрахим известен в Куба. Ферер запял, а Кудер поискал разрешението му да запише песента.
Издаденият от Кудер през 1997 г. албум „Buena Vista Social Club“ получава награда Грами през 1998 г. Последният акорд към завръщането на Ибрахим на сцената заедно с другите кубински музиканти поставя документалния дфилм на Вим Вендерс от 1999 г. „Buena Vista Social Club“.
Соловият албум на Ибрахим „A toda Cuba le gusta“ получава номинация за Грами. Но през 2004 г. Ибрахим печели Грами с друг свой албум, „Buenos Hermanos“, в категория „Най-добър традиционен латино албум“. През 2000 г. на 72-годишна възраст Ибрахим става носител на латиноамериканската награда Грами в категория „Най-добър дебют“.
Ибрахим Ферер умира на 78-годишна възраст в Хавана, Куба, скоро след завръщането си в края на европейско турне.

## Дискография
- 1960 – Mis tiempos con Chepín y su Orquesta Oriental
- 1973 – Запис с Los Bocucos
- 1999 – Buena Vista Social Club Presents: Ibrahim Ferrer
- 2000 – Tierra Caliente: Roots of Buena Vista
- 2001 – Latin Simone
- 2002 – Mis Tiempos Con Chepín
- 2002 – La Collección Cubana
- 2002 – Tiempos Con Chepín y Su Orquesta
- 2003 – Buenos Hermanos
- 2004 – Que Bueno Está
- 2004 – El Dandy
- 2005 – Ay, Candela
- 2006 – Mi Sueño (Montuno)
- 2006 – Rhythms Del Mundo